# Glossanodon
Glossanodon és un gènere de peixos pertanyent a la família dels argentínids.

## Descripció
- Cos allargat.
- Cap de mida moderada.
- Ulls grossos.
- Boca i dents petites.
- Les escates de la línia lateral no arriben a l'aleta caudal.[4]

## Taxonomia
- Glossanodon australis (Kobyliansky, 1998)[5]
- Glossanodon danieli (Parin & Shcherbachev, 1982)[6]
- Glossanodon elongatus (Kobyliansky, 1998)[5]
- Glossanodon kotakamaru (Endo & Nashida, 2010)[7]
- Glossanodon leioglossus (Valenciennes, 1848)[8]
- Glossanodon lineatus (Matsubara, 1943)[9]
- Glossanodon melanomanus (Kobyliansky, 1998)[5]
- Glossanodon mildredae (Cohen & Atsaides, 1969)[10]
- Glossanodon nazca (Parin & Shcherbachev, 1982)[6]
- Glossanodon polli (Cohen, 1958)[11]
- Glossanodon pseudolineatus (Kobyliansky, 1998)[5]
- Glossanodon pygmaeus (Cohen, 1958)[11]
- Glossanodon semifasciatus (Kishinouye, 1904)[12]
- Glossanodon struhsakeri (Cohen, 1970)[13][14][15][16][17][18][19]